# Friedrich von Walle
Friedrich von Walle, auch Frederik van Walle (* ?; † nach 1410), urkundlich erwähnt 1367 bis 1410, war ab 1371 Bremer Ratsherr und vor 1395 bis 1410 (?) Bremer Bürgermeister.

## Leben
Friedrich von Walle heiratete eine Tochter des Vorstehers des St.-Jürgen-Gasthauses Ludwig Buck, der in den Quellen zuletzt 1356 auftaucht. Ihm stiftete Friedrich von Walle am 13. Dezember 1367 eine Memorie in der St. Ansgarikirche. 1401 hatte Friedrich mindestens drei Söhne mit Namen Friedrich, Hermen und Hinrich. Er selbst wurde 1374 Vorsteher des Gasthauses und 1378 zusammen mit Arnold Doneldey (auch Verfasser eines Arzneibuchs) zum Prokurator des Sankt Jürgenhospitals. Zusammen mit Johann Brand und Heinrich von Haren stiftete er 1388 zwei Altare in einer Kapelle des Doms.
Friedrich von Walle war, wie fast alle Ratsherren, auch außerhalb der Stadt Bremen Grundbesitzer, aber auch im stadtnahen Gebiet. So besaß er Land am Doventor, ebenso wie zwischen dem Paulskloster und der Stadt – letzteres verkaufte er im Jahr 1400.
Zugleich nahm er in seiner Funktion als Bürgermeister die Beurkundung zum Teil umfangreicher Verpfändungen an Bremen vor. So verpfändete Erzbischof Otto der Stadt den Zehnten von Hasenbüren, dazu in der Wetterung und in Lehe, sowie weite Landgebiete im Wesergebiet für insgesamt 1000 Mark.
Angesichts der wachsenden Geschäfte des Bremer Rates entschloss man sich 1395, ein Ratsbuch anzulegen, das Ratsdenkelbuch. Dies habe, so heißt es dort, der Bürgermeister Friedrich von Walle mit seinen Ratsherren beschlossen. Darin wurde etwa eingetragen, welchen Schaden die Vitalienbrüder 1397 angerichtet hatten, aber auch Schutzbriefe, Urkunden, Verträge, Regularien für Bürgermeister und Ratsherren, und alles, was für die Stadt von Bedeutung sein konnte. Der Übergang vom bereits 1289 eingerichteten Bürgerbuch, das zunächst nur die neu zugelassenen Bürger verzeichnete, erfolgte langsam. Das Bürgerbuch nahm zunehmend Notizen auf, die seinen ursprünglichen Rahmen sprengten. Die Matrikel setzte bereits 1282 ein und wurde bis 1519 fortgeführt, doch daneben finden sich bald Ergänzungen, wie das Gesetz von 1296 über die Gewinnung des Bürgerrechts, später einige Zahlen zu den Opfern des Schwarzen Todes von 1350. Bereits vor 1300 wurde das sogenannte Nequambuch abgetrennt, in dem Fälle von Raub und andere Delikte nebst Strafmaßen niedergelegt wurden.